# Ilich Ramírez Sánchez

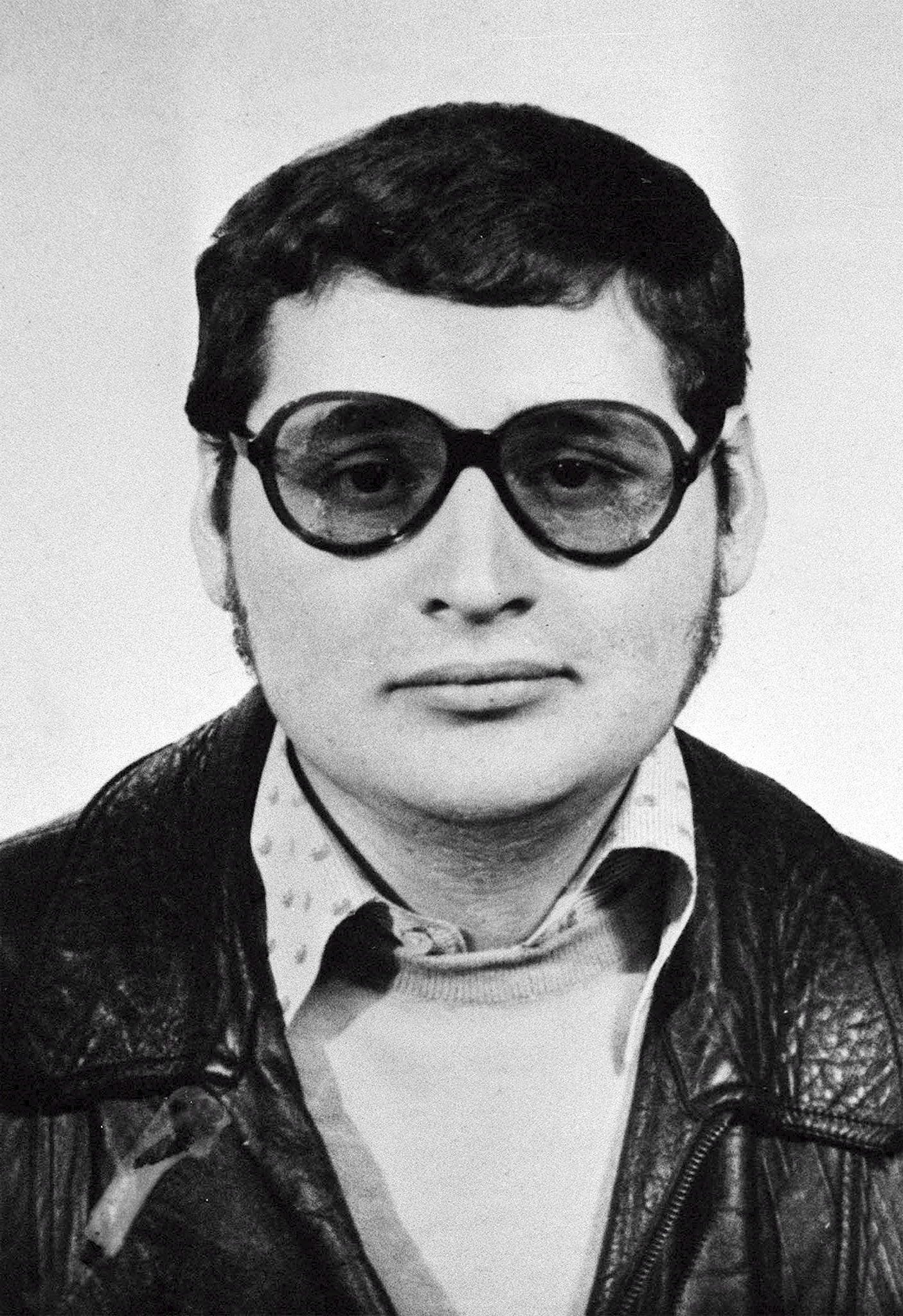
Foto op het paspoort van Ilich Ramírez Sánchez

Ilich Ramírez Sánchez (Caracas, 12 oktober 1949) is een in Venezuela geboren terrorist. Hij werd in 1997, 2011 en 2017 in Frankrijk veroordeeld tot drie levenslange gevangenisstraffen. Hij staat bekend onder zijn strijdersnaam Carlos en onder de door de media gegeven bijnaam De Jakhals. Carlos is vooral bekend door de gijzeling van het hoofdkantoor van de OPEC in 1975. Jarenlang was hij een van de meest gezochte voortvluchtigen.

## Achtergrond
Zijn vader, een marxistisch advocaat, gaf hem de voornaam Ilich, die verwijst naar Lenin. De jonge Ilich ging in Caracas naar school en werd in 1959 lid van de jeugdafdeling van de Communistische Partij van Venezuela. Naast zijn moedertaal Spaans, zou Ilich ook vloeiend Engels, Frans, Arabisch en Russisch spreken.
In de zomer van 1966 bracht hij de zomervakantie door in Camp Mantanzas, een door de Cubaanse DGI geleid trainingskamp. Later dat jaar, na de echtscheiding van zijn ouders nam zijn moeder hem en zijn broer Lenin mee naar Londen waar hij zijn opleiding aan de Stafford House Tutorial College in Kensington voortzette.
Na zijn middelbare opleiding ging Ilich in 1968 studeren aan de Patrice Lumumba Universiteit in Moskou. In 1970 werd hij verwijderd van de universiteit. Waarschijnlijk reisde hij vanuit Moskou direct door naar een trainingskamp van het Volksfront voor de bevrijding van Palestina (PFLP) in de buurt van Amman, Jordanië. Hier kreeg hij zijn strijdnaam Carlos.
Carlos beweert dat hij heeft meegevochten aan de zijde van het PFLP in 1970 toen de Jordaanse overheid het PFLP wilde verdrijven. Uiteindelijk verliet Carlos Jordanië en vertrok naar Londen, waar hij cursussen volgde aan de London School of Economics. In deze periode werkte hij waarschijnlijk nog steeds voor het PFLP.
De bijnaam De Jakhals kreeg Carlos van de pers omdat het boek The Day of the Jackal (De dag van de jakhals) van Frederick Forsyth tussen zijn spullen werd gevonden. Een abusievelijke bijnaam, aangezien het boek van een ander was. Desondanks bleef deze legendarische bijnaam tot op heden in stand.

## Carrière als terrorist
In 1973 beging Carlos zijn eerste interventie voor het PFLP. Hij was betrokken bij de mislukte liquidatie van de Joodse zakenman Joseph Sieff. De vergelding voor deze actie volgde snel door de liquidatie in Parijs door de Mossad van theaterdirecteur Mohamed Boudia, een vermeende leider van het PFLP. Carlos eiste de verantwoordelijkheid op voor de mislukte bomaanslag op de Bank Hapoalim in Londen, en de (auto-)bomaanslag op drie pro-Israëlische Franse kranten.
Hij claimde de man te zijn die op 15 september 1974 in een restaurant in Parijs een aanslag pleegde met een handgranaat. Bij deze aanslag kwamen twee mensen om en vielen dertig gewonden. Ook zei hij betrokken geweest te zijn bij de mislukte aanslag met een granaatwerper op een toestel van El-Al op de luchthaven Orly op 13 en 17 januari 1975.
Op 27 juni 1975 werd Carlos' contactman bij het PFLP, de Libanees Michel Moukharbal, gearresteerd en succesvol ondervraagd. Toen drie agenten Carlos tijdens een feestje in een huis in Parijs wilden arresteren, schoot Carlos twee van hen dood en vluchtte. Het lukte hem om via Brussel de Libanese hoofdstad Beiroet te bereiken. Later werd bekend dat Michel Moukharbal in het geheim voor de Mossad werkte.
Vanuit Beiroet was Carlos betrokken bij de planning van de aanval op het hoofdkwartier van de OPEC in Wenen. In december 1975 leidde hij een team van zes personen dat de vergadering van de OPEC-leiders binnenviel en meer dan 60 mensen gijzelde (de OPEC-gijzeling). Op 22 december 1975 vertrokken de gijzelnemers in gezelschap van tweeënveertig gegijzelden met een vliegtuig naar Algiers. In de Algerijnse hoofdstad werden dertig gijzelaars vrijgelaten, waarna de DC-9 verder vloog naar Tripoli in Libië. Ook daar werden wederom gegijzelden vrijgelaten. Het toestel vloog daarna terug naar Algiers waar de rest van de gegijzelden vrij werden gelaten. De gijzelaars vroegen en kregen in Algerije asiel.
Carlos verliet niet lang daarna Algerije en ging via Libië naar Aden, Jemen, waar hij bijeenkwam met hoge functionarissen van het PFLP. Hier moest hij zich verantwoorden voor het feit dat hij twee hoge OPEC-gijzelaars, de Iraanse minister van Olie, Jamshid Amouzegar en zijn Saoedische collega, niet had geliquideerd. Tevens werden vraagtekens gezet bij het feit of hij wel al het betaalde losgeld had afgedragen. Hierna ontstond een breuk met de leider van het PFLP Wadie Haddad, die hem uit de organisatie zette.
In september 1976 werd Carlos gearresteerd in Joegoslavië. Echter niet veel later werd hij weer vrijgelaten en vertrok hij naar Bagdad. Hij besloot om zich in Aden te gaan vestigen waar hij de Organisatie van de Gewapende Arabische Strijd oprichtte. Deze groep bestond voornamelijk uit Syrische, Libanese en Duitse rebellen. Hij had contact met diverse organisaties uit het voormalige Oostblok, zoals de Oost-Duitse Stasi. Op een gegeven moment huurde de Roemeense Securitate hem in om Roemeense dissidenten in Frankrijk te liquideren en om het kantoor van Radio Free Europe/Radio Liberty in München te verwoesten. De voorwaardelijke steun van het Iraakse regime en de dood van Haddad in 1978 deed Carlos besluiten de diensten van zijn groepering aan te bieden aan het PFLP en andere groeperingen.
Tot aan 1982 bleef het rustig rond om Carlos. In dat jaar pleegde Carlos met zijn groep een aanslag op een kerncentrale. Deze aanslag mislukte. Toen twee leden van de groep, onder wie Magdalena Kopp, de vrouw van Carlos, in Parijs werden gearresteerd, pleegde de groep als vergelding een aantal bomaanslagen tegen Franse doelen. Zo waren in augustus 1983 het "Maison de France" in Berlijn en in december de TGV het doelwit van een bomaanslag, de laatste zelfs tweemaal.
Deze aanslagen resulteerden in politieke druk op Europese staten die tot dat moment Carlos binnen hun landsgrenzen hadden getolereerd. Zo woonde Carlos ruim twee jaar in een gegoede wijk van Boedapest. Zijn contactpersoon bij geldschieters als kolonel Qadhafi en George Habash was "Dietmar C", de vriend van zijn zuster. Carlos werd in 1985 uit Hongarije verdreven. Hij klopte tevergeefs voor hulp aan bij Irak, Libië en Cuba. Uiteindelijk vond hij steun in Syrië. In Damascus werd hij herenigd met zijn vrouw en zijn dochter Elba Rosa.
De Syrische regering dwong Carlos zich te onthouden van enige vorm van activisme, en al gauw werd hij niet meer als een bedreiging gezien. Desondanks benaderde de Iraakse regering hem in 1990. Hierdoor werd hij in 1991 Syrië uitgezet en vond hij tijdelijk onderdak in Jordanië. Omdat hij meer bescherming genoot in Soedan, vertrok hij naar Khartoem.
Tijdens de Koude Oorlog heeft het Westen Carlos steeds beschuldigd KGB-agent te zijn. Dit is hoogst onzeker, mede gezien het feit dat nu vaststaat dat hij niet betrokken is geweest bij de aanslag op de Israëlische atleten in München (1972) of de kaping van het Air France-toestel op de luchthaven van Entebbe (Oeganda) in 1976.

### Arrestatie en processen
De Franse en Amerikaanse geheime diensten probeerden met de Soedanese regering een deal te sluiten over de uitlevering van Carlos. De mogelijke reden dat deze deal tot stand kwam is het feit dat de islamitische fundamentalisten zich steeds meer aan de playboy-mentaliteit van Carlos gingen storen. Toen besloot Carlos in 1994 liposuctie te ondergaan in een ziekenhuis in Soedan. Op het moment dat hij voor de operatie onder narcose ging drongen Franse speciale troepen de operatieruimte binnen en namen hem mee. Hij werd overgedragen aan Franse agenten en overgevlogen naar Parijs. Hij werd beschuldigd van de moord op de twee Franse agenten en lidmaatschap van het PFLP, en in afwachting van zijn proces opgesloten in de gevangenis La Santé in Parijs.

### Eerste gevangenisstraf
Het eerste proces tegen Carlos begon op 12 december 1997 en eindigde op 23 december van hetzelfde jaar. Hij werd veroordeeld tot een levenslange gevangenisstraf voor drie moorden die hij in 1975 in Parijs pleegde. Hij werd opgesloten in de gevangenis La Santé in Parijs. Het is bekend dat Carlos vanuit zijn gevangeniscel kort correspondeerde met de Venezolaanse president Hugo Chávez. De president ontkende dit nooit en heeft tijdens zijn televisieshow ¡aló, Presidente! ("Hallo, Meneer de President!") hier zelfs gewag van gemaakt.
In juni 2003 publiceerde Carlos een boek dat hij in de cel schreef. Het boek, Revolutionaire Islam, heeft tot doel om geweld in termen van klassenconflicten te verklaren en te verdedigen. In het boek spreekt hij zijn steun uit voor Osama bin Laden en diens aanvallen op de Verenigde Staten. Hij steunde ook Saddam Hoessein, omdat deze zich bleef verzetten tegen de VS en noemde hem "De laatste Arabische ridder".
Ilich Ramírez Sánchez is sinds 2004 verloofd met zijn advocate Isabelle Coutant-Peyre.

### Tweede gevangenisstraf
Op 7 november 2011 startte een tweede proces tegen Sánchez. Hij wordt hierin beschuldigd verantwoordelijk te zijn geweest voor een bomaanslag op een Franse trein in maart 1982 waarbij vijf doden en 28 gewonden vielen, een aanslag in april 1982 op het hoofdkantoor van een Arabischtalig blad in Parijs, met één dode en 66 gewonden, en twee bomaanslagen op 31 december 1983 op een sneltrein en het station van Marseille, waarbij in totaal vijf doden en meer dan 35 gewonden vielen. Op 15 december 2011 werd Ramírez Sánchez schuldig bevonden en veroordeeld tot een levenslange gevangenisstraf.

### Derde gevangenisstraf
Ramírez Sánchez werd ook aangeklaagd voor een aanslag op een winkelcentrum in Parijs in 1974, waarbij twee doden vielen. Het proces leidde ertoe dat hij op 28 maart 2017 opnieuw een levenslange gevangenisstraf kreeg opgelegd. 
Hij zat zijn straffen uit in de Gevangenis van Clairvaux en zit na de sluiting van deze gevangenis weer in de Gevangenis van Fleury-Mérogis.